# Латвийский музей архитектуры
Латви́йский музе́й архитекту́ры (латыш. Latvijas Arhitektūras muzejs) — рижский музей, изначально предполагавшийся как структурное подразделение Государственной инспекции по защите памятников культуры.
Расположен в комплексе средневековых зданий Три брата, одной из архитектурных достопримечательностей латвийской столицы.

## История

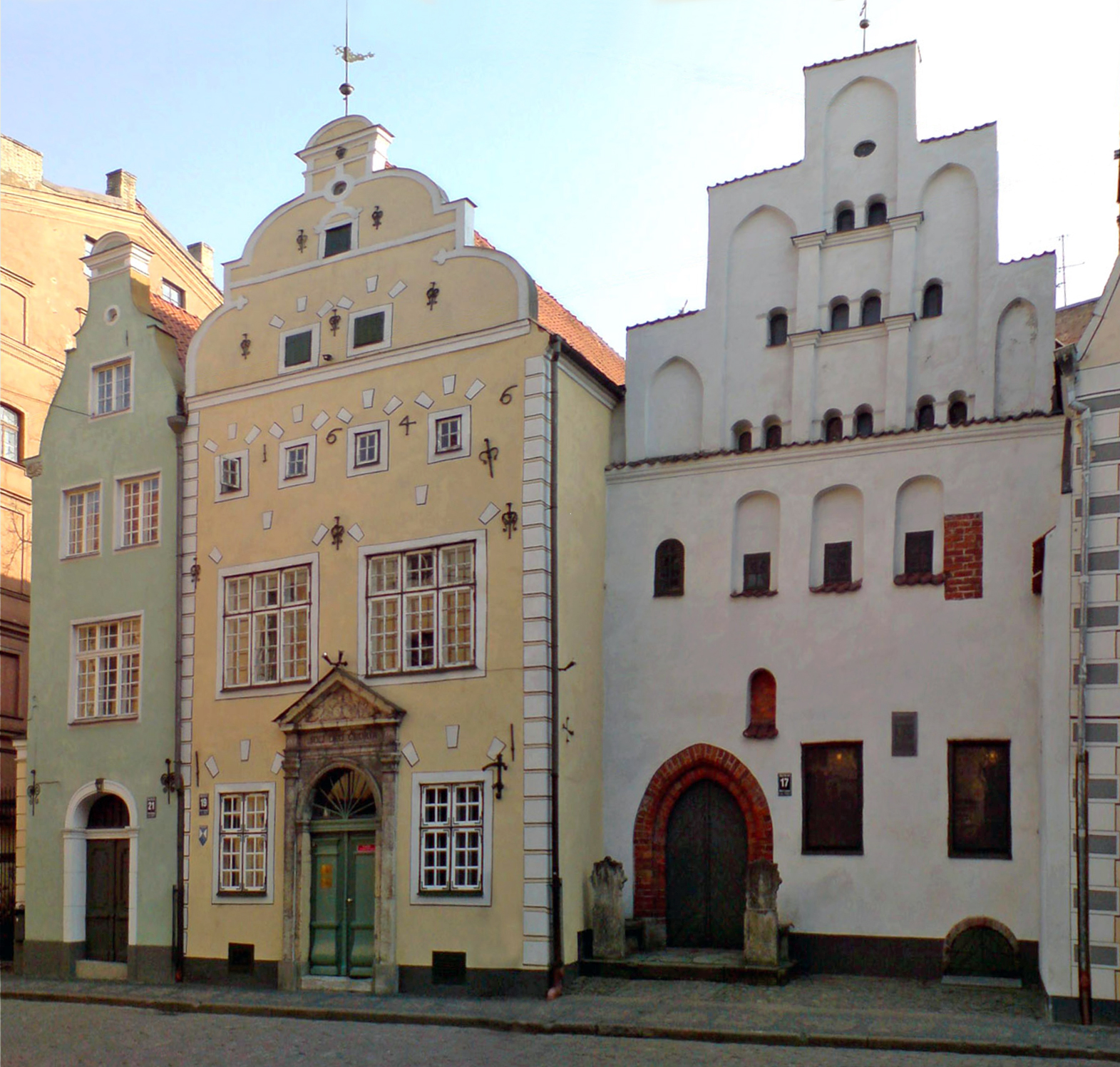
«Три брата»

Латвийский музей архитектуры основан 28 июля 1994 года Министерством культуры Латвии, официальное открытие состоялось 19 апреля 1995 года. Первым директором музея стал известный латвийский архитектор Янис Лейниекс.
Не имея постоянной экспозиции, музей работает в режиме выставочного зала, в котором проходят регулярные тематические выставки, призванные повысить информированность общественности о состоянии дел в современной архитектуре и дающие ретроспективный обзор латвийского архитектурного наследия.
В фондах Латвийского музея архитектуры находятся более 9 000 единиц хранения. Среди них документы и материалы, связанные с именами наиболее известных и авторитетных мастеров: Кристофа Хаберланда, Иоганна Даниэля Фельско, Яниса Бауманиса, Вильгельма Бокслафа, Эйжена Лаубе.
Сотрудниками музея проведена работа по составлению регистра дипломированных латвийских архитекторов и биографического указателя. Все документы в цифровом виде доступны для ознакомления и работы.
Музей сотрудничает с редакцией журнала «Латвияс архитектура», обеспечивая каждую из выставок необходимым полиграфическим материалом — плакатами, брошюрами и открытками.
В музейном дворике находится коллекция средневековых архитектурных раритетов: портал Дома Черноголовых, фрагмент портала одного из жилых домов Старого города с латинской надписью «Одному Богу слава!» и кованый герб города Риги 1554 года, являющийся наиболее старым из известных на сегодняшний день оригинальных изображений подобного вида.

## Музейные выставки
Выборочный список:

Кованый герб.

Фрагмент портала.

- 1995 — Павилс Дрейманис. Администратор и архитектор.
- 1996 — Восемь архитекторов латвийского функционализма 1872—1992.
- 1997 — Рижский морской пассажирский порт и другие проекты.
- 1998 — Норвежское дерево.
- 1999 — Лаймонис Эрикс Тикманис. Архитектура.
- 2000 — Эйженс Лаубе. Национальный романтизм 1901—1912.
- 2001 — Архитектура. Дети. Идентификация.
- 2002 — Сентиментальная память.
- 2003 — Ракурсы.
- 2004 — Лиепайский концертный зал. Международный конкурс проектов.
- 2005 — ЮНЕСКО. Всемирное культурное наследие Венгрии.
- 2006 — Выставка студенческих работ.
- 2007 — Раймондс Слайдиньш. Архитектурный иллюстратор.
- 2008 — Эстонское посольство. Конкурсные проекты 1938 и 2008 годов.
- 2009 — Юбилейная выставка Рига-700. Макс Шервинский.
- 2010 — Красота и функциональность. Архитектор Фёдор Шехтель.

## Руководство музея
- Директор музея — Илзе Мартинсоне
- Главный хранитель коллекции музея — Инара Аппена

## Адрес
- Рига, ул. Маза Пилс, 19 (Rīga, Mazā Pils iela 19, LV-1050).